# Богодухов, Владимир Иванович
Владимир Иванович Богодухов (род. 15 февраля 1961, Гриняйчу, Шилутское районное самоуправление) — советский и российский военный и политический деятель. Полковник (2017). Герой России. Депутат Государственной Думы Российской Федерации VII созыва, член комитета Госдумы по обороне, член фракции «Единая Россия». Член Липецкого Регионального Политического Совета партии «Единая Россия».

## Биография
Владимир Иванович Богодухов родился 15 февраля 1961 года в деревне Гриняйчай (лит. Grynaičiai) Саугайской апилинки (лит. Saugų apylinkė) Шилутскского района Литовской ССР (ныне деревня входит в Саугосское староство Шилутского района Клайпедского уезда Литвы) в семье танкиста-фронтовика, который в 1942 году окончил ускоренный курс Харьковского артиллерийского училища и был отправлен на фронт. Войну закончил в звании капитана. В семье четверо детей: два сына и две дочери.
В течение последующих лет семья Богодуховых переезжала со сменой места работы отца — жили в Клайпеде, а с 1965 года — в совхозе «Мичуринский» Тимирязевского района Северо-Казахстанской области Казахской ССР. В январе 1972 года Богодуховы поселились в селе Давыдовка Давыдовского сельсовета Притобольного района Курганской области. Здесь Владимир окончил среднюю школу.
В 1978 году был призван в ряды Советской Армии.
В 1978 году поступил и 1982 году окончил Челябинское высшее военное авиационное Краснознамённое училище штурманов имени 50-летия ВЛКСМ, после чего был направлен в ВВС Белорусского военного округа и служил на аэродроме Бобровичи Гомельской области, а с 1987 года — в 7-м бомбардировочном авиационном полку Прикарпатского военного округа в городе Староконстантинов (Хмельницкая область, Украинская ССР). Занимал штурманские должности в частях фронтовой бомбардировочной авиации.
В 1986—1987 годах принимал участие в ликвидации последствий катастрофы на Чернобыльской АЭС. Выполнял задачи по воздушному фотографированию зоны аварии и заражения в Чернобыле.
С 1989 года служил в 455-м бомбардировочном авиационном полку в Воронеже, а с 1993 года — 968-м авиационном полку в Липецке. С 2000 года — в 4-м Центре боевого применения и переучивания лётного состава ВВС имени В. П. Чкалова в Липецке. Участвовал в боевых действиях в Первой и Второй чеченских войнах.
Освоил 10 типов и модификаций самолётов. Принимал участие в испытаниях новейших видов и систем вооружений в различных условиях, в том числе в боевых и в максимально приближенных к боевым. Принимал участие в ряде крупных российских и международных военных учений.
Как Штурман 4-го Центра боевого применения и переучивания лётного состава ВВС имени В. П. Чкалова, подполковник В. И. Богодухов принял участие в войне в Грузии. Согласно его собственным интервью, его Су-24 был сбит 11 августа, однако до 2017 года ВВС России вовсе не подтверждали сбитие Су-24 в ходе войны, а сбитие самолёта Богодухова так и не было подтверждено официально.
14 октября 2008 года указом Президента Российской Федерации № 1475 «за мужество и героизм, проявленные при выполнении воинского долга», подполковнику Владимиру Ивановичу Богодухову присвоено звание Героя Российской Федерации с вручением медали «Золотая Звезда» (№ 930). Этим же указом было присвоено звание Героя Российской Федерации О. В. Сторожуку.
В дальнейшем В. И. Богодухов продолжил службу в ВВС России.
4 декабря 2011 года был избран депутатом Липецкого областного Совета депутатов по спискам партии «Единая Россия».
С 28 сентября 2012 года член Всероссийской политической партии «Единая Россия». Член Липецкого Регионального Политического Совета партии «Единая Россия».
В 2013 году назначен директором Государственного (областного) бюджетного учреждения «Центр патриотического воспитания населения Липецкой области». Военный пенсионер.
9 сентября 2016 года избран депутатом Государственной думы VII созыва от партии «Единая Россия».
Приказом Министра Обороны Российской Федерации № 310 от 02.06.2017 ему было присвоено звание полковника.
Согласно декларации о доходах и имуществе за 2018 год Владимир Богодухов заработал 6 989 014 рублей. Также он владеет 1/3 квартиры площадью 62,4 квадратных метра, автомобилем «Toyota Sequoiа» и арендует земельный участок для ведения личного подсобного хозяйства площадью 1200 кв.м.

## Законотворческая деятельность
С 2016 по 2019 год, в течение исполнения полномочий депутата Государственной Думы VII созыва, выступил соавтором 19 законодательных инициатив и поправок к проектам федеральных законов.

## Награды
- Героя Российской Федерации, 14 октября 2008 года
  - Медаль «Золотая Звезда» № 930;
- Орден Мужества, 1995 год;
- Орден «За военные заслуги», 2000 год;
- орден «Уацамонга», 20.02.2019, Южная Осетия[15];
- медали, в том числе
  - Медаль «За боевые заслуги», 1989 год[16]
  - Юбилейная медаль «70 лет Вооружённых Сил СССР», 1988 год
  - Медаль «За воинскую доблесть»
  - Медаль «За отличие в военной службе» I и II степени
  - Медаль «За безупречную службу» III степени
  - Юбилейная медаль «Во славу Липецкой области», 2013 год[17]
  - Медаль «За ратную доблесть» (Всероссийская общественная организация ветеранов «Боевое братство»)

Почетные звания
- Заслуженный военный штурман Российской Федерации, август 2008 года

## Воинские звания
- Лейтенант, 1982 год
- Старший лейтенант, 1984 год
- Капитан, 1989 год
- Майор, 1994 год
- Подполковник, 2000 год
- Полковник, 2 июня 2017 года

## Семья
У В. И. Богодухова есть сын.